# Miesbach
Miesbach (in bavarese Miaschboch) è un comune tedesco di 11 149 abitanti, situato nel land della Baviera, nel distretto dell'Alta Baviera, capoluogo dell'omonimo distretto. Localizzata a 48 chilometri a sudest di Monaco di Baviera, Miesbach è una nota località termale
Fondata attorno all'anno 1000, Miesbach è stata per secoli la sede dei conti di Hohenwaldeck.